# Walter of Berkeley
Walter of Berkeley (auch de Berkeley oder Berkley; † um 1193) war ein anglonormannischer Adliger und Höfling. Er gehörte zu den Rittern aus Südwestengland, die um die Mitte des 12. Jahrhunderts nach Schottland gingen, um dort ihr Glück zu versuchen. Berkeley konnte durch die Gunst des schottischen Königs Grundbesitz erwerben und diente ab etwa 1171 bis zu seinem Tod als Chamberlain of Scotland.

## Herkunft und Übersiedelung nach Schottland
Die genaue Herkunft von Walter de Berkeley ist unbekannt. Er entstammte nicht der Familie Berkeley aus Gloucestershire, sondern benannte sich höchstwahrscheinlich nach dem kleinen Dorf Berkley in Somerset. Zusammen mit seinem Bruder Robert kam er um 1165 im Gefolge der Familie Lovel nach Schottland. Die Familie Lovel stieg zu Lords of Hawick auf, während Walters Bruder Robert vermutlich durch Heirat Lord der schottischen Herrschaft Maxton in Roxburghshire wurde. Walter trat vermutlich in den Dienst des schottischen Königs Wilhelm I. Sein Bruder Robert bezeugte, oft zusammen mit Walter, Urkunden des Königs.

## Chamberlain of Scotland

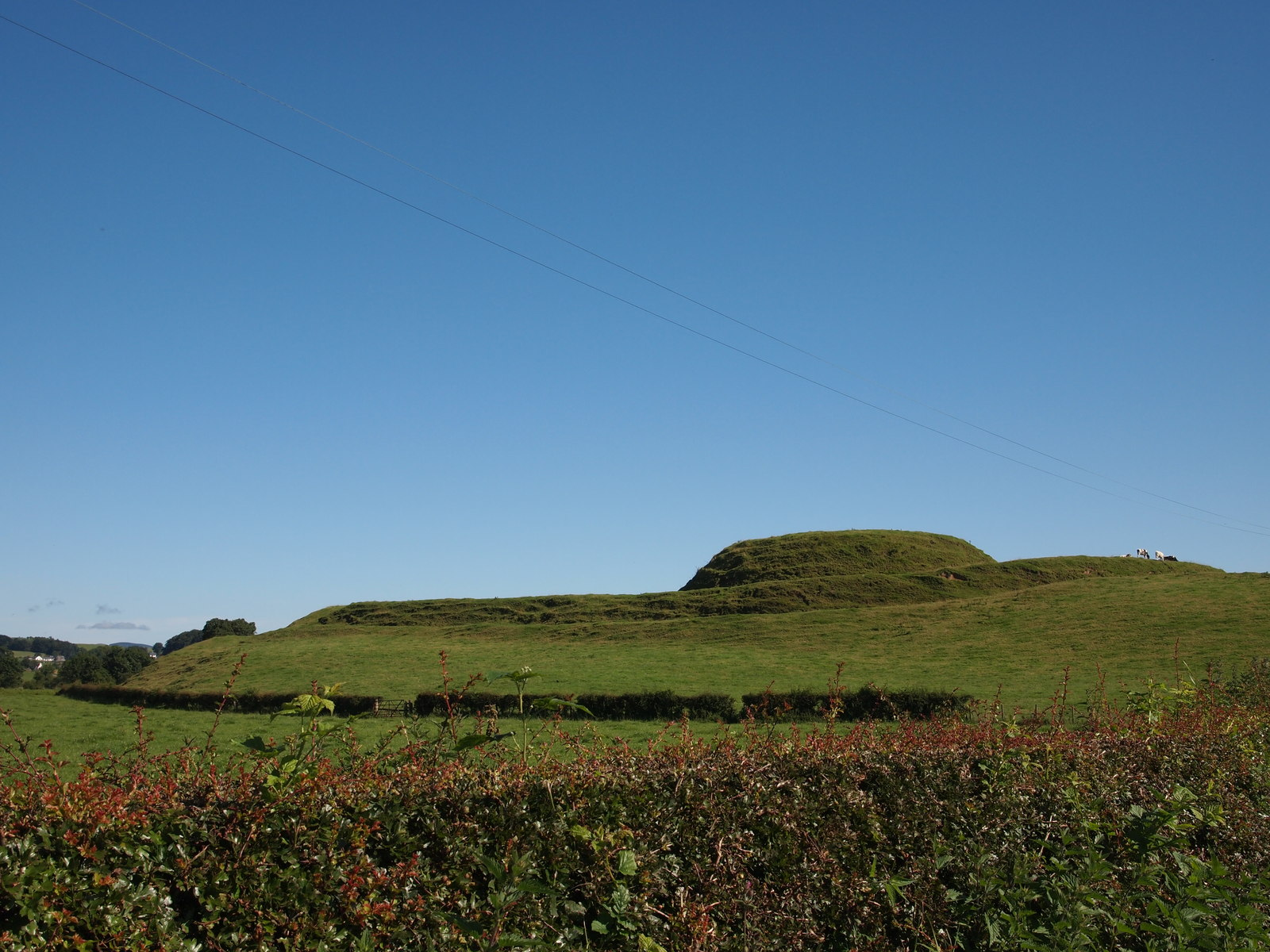
Der Burghügel von Urr wurde vermutlich auf Veranlassung von Walter de Berkeley errichtet

Um 1171 wurde Berkeley vom König als Nachfolger von Philip de Valognes zum Chamberlain ernannt. Obwohl Berkeley sich regelmäßig am Königshof aufhielt, ist über seine Arbeit als Chamberlain fast nichts bekannt. Von 1173 bis 1174 nahm er an den Feldzügen des Königs in Nordengland teil. Dabei diente er als Unterhändler, der vergeblich versuchte, Robert de Vaux, den englischen Kommandanten von Carlisle, zur Aufgabe zu bewegen. Nachdem Wilhelm I. im Juli 1174 in englische Gefangenschaft geraten war, war der Krieg für Schottland verloren. Wilhelm I. musste im Dezember 1174 den Vertrag von Falaise akzeptieren. Berkeley gehörte zu den 20 hochrangigen Geiseln, die gemäß dem Vertrag im Austausch für die Freilassung des Königs gestellt werden mussten. Mindestens bis 1175 blieb er als Geisel in England.

## Erwerb von Landbesitz
Als Lohn für seinen Dienst als alleiniger Chamberlain erhielt Berkeley Landbesitz in Schottland. Wohl als Dank für Unterstützung im Kampf gegen Rebellen in Galloway wurde er von Uhtred, Lord of Galloway, um 1170 mit der großen Herrschaft Urr belehnt. Möglicherweise musste ihm Uhtred auf Druck des Königs noch vor 1174 weiteren Landbesitz übergeben. Damit gewann der schottische König durch Berkeley Einfluss im nahezu autonomen Galloway. Höchstwahrscheinlich ließ Berkeley die große Burg von Urr errichten. Durch die Gunst des Königs erhielt er vor 1182 noch weitere nennenswerte Besitzungen als Lehen, darunter Ländereien mit einer halben Knight’s fee bei Newton bei Hawick in den Scottish Borders, woraus die Baronie Chamberlain Newton entstand. Danach erhielt Berkeley noch eine Knight’s fee in Inverkeilor an der Küste von Angus sowie Land in Fordoun und Laurencekirk in Mearns. Aus seinen Besitzungen bei Inverkeilor entstand die Barone Redcastle. Der mit den Berkeleys verwandte und ebenfalls aus Somerset stammende Robert of London gab Berkeley Besitzungen bei St Boswells und bei Plenmeller bei Haltwhistle im nordenglischen Northumberland, wo der schottische König Besitzungen besaß.
Berkeley schenkte um 1187 die Einkünfte aus einer Kirche an Arbroath Abbey. Kurz vor seinem Tod söhnte er sich mit den Mönchen des Zisterzienserklosters Holme Cultram in Cumberland aus, mit denen er einen Streit um Landbesitz in Galloway geführt hatte. Das genaue Sterbedatum von Berkeley ist nicht bekannt. Ab etwa 1193 bezeugte er keine königlichen Urkunden mehr, so dass er wahrscheinlich um diese Zeit gestorben war. Nach seinem Tod übernahm um 1193 wieder Philip de Valognes das Amt des Chamberlain.

## Ehen, Nachkommen und Erbe
Möglicherweise hatte Berkeley in erster Ehe eine Adlige geheiratet, die die Erbin von Ardoyne in Aberdeenshire war, aber deren Name unbekannt ist. Mit Sicherheit heiratete er, dann in zweiter Ehe, Eve. Sie war vielleicht eine Tochter seines Förderers Uhtred, Lord of Galloway. Mit ihr hatte Berkeley einen Sohn, John, der aber offenbar früh starb, sowie zwei Töchter. Von seinen Töchtern ist nur von einer der Name bekannt:
- Agatha ⚭ Humphrey, Sohn von Theobald de Adeville
- Tochter ⚭ Ingram de Balliol

Nach Berkeleys Tod wurden seine Besitzungen unter seinen beiden Töchtern aufgeteilt. Agatha tauschte nach ihrer Heirat vor etwa 1190 ihre Ansprüche auf Ardoyne gegen Landbesitz in Laurencekirk in Mearns. Ihr Mann Humphrey fitz Theobald de Adeville nannte sich offenbar zunächst nach Addeville bei Saint-Lô in der Normandie. Er diente als Sheriff von Mearns und nahm aufgrund des Erbes seiner Frau den Namen Berkeley an. Er wurde zum Stammvater der schottischen Barclays. Die zweite Tochter erbte Urr und Inverkeilor. Sie heiratete Ingram de Balliol, der vermutlich ein jüngerer Sohn von Eustace de Balliol, Lord of Bywell war. Ein Robert the Steward war vermutlich ein unehelicher Sohn von Walter de Berkeley. Er verwaltete Inverkeilor für Balliol und diente ebenfalls als Sheriff von Mearns.
Nach Berkeleys Tod heiratete seine Witwe Eve Robert de Quincy, den Justiciar of Lothian. Nach dessen Tod um 1200 kaufte sie Land bei Stenton in Haddingtonshire, das sie dann Melrose Abbey zugunsten des Seelenheils ihrer beiden Männer und ihres Bruders Roland schenkte. Roland war vermutlich ein Sohn von Uhtred und nahm später dessen Namen an.